# 火星の運河

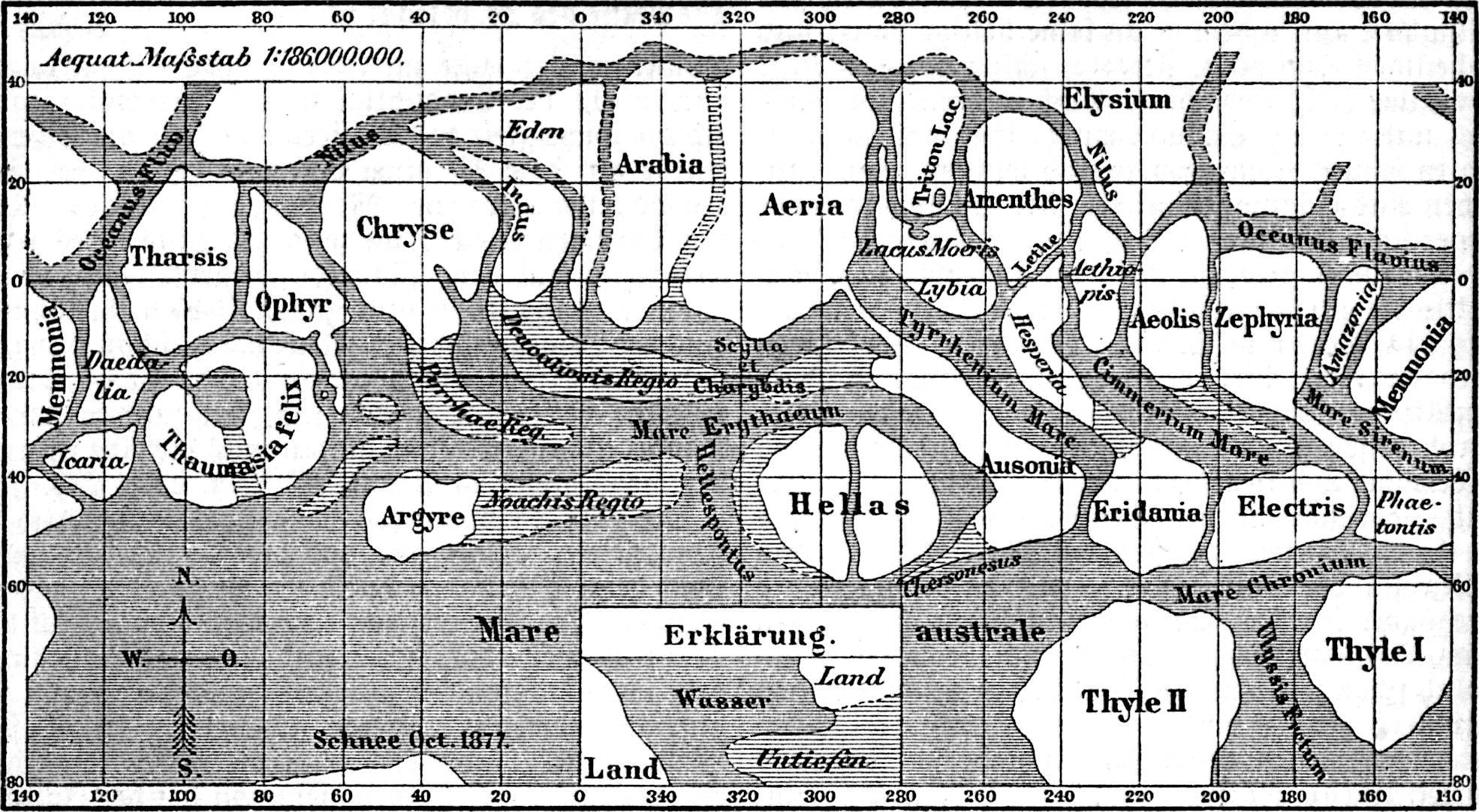
ジョヴァンニ・スキアパレッリによる火星の地図　1877年

19世紀後半および20世紀前半の一時期、火星の運河（かせいのうんが）が存在すると信じられていた。
「運河」とされたのは、天文学者によって写真の無い初期の低解像度の天体望遠鏡によって観測された、火星の北緯60度から南緯60度までの赤道付近の地域にある網目状の長い直線であった。1877年の衝の時期にイタリアの天文学者ジョヴァンニ・スキアパレッリによって初めて記述され、そして後の観測者らによって確認された。スキアパレッリはこうした線を「溝」(canali)と呼び、これが「運河」(canals)と英訳された。アイルランドの天文学者チャールズ E. バートン（en:Charles E. Burton）は、火星に直線状の地形を示す最初期のスケッチをいくつか描いているが、スキアパレッリのものとは一致しなかった。20世紀初頭には天文観測の進歩が「運河」は錯視であることを明らかにし、現代の火星探査機による高解像度の火星表面地図にもそのような地形は見られない。

## 論争

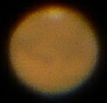
6インチ反射望遠鏡で観測した火星

パーシヴァル・ローウェルは、運河は火星の知的文明によって灌漑のために開削されたというスキアパレッリよりもさらに踏み込んだ考えの強い支持者だったが、スキアパレッリとしてはローウェルのスケッチの細部はほとんどが想像上のものと考えた。数多くの運河を入念な命名とともに示した地図を描いた観測者もいたし、"gemination"（複線化）とよぶ現象、つまり2つの平行な運河が二重化される様子を見た観測者もいた。
運河という観念に異議を唱える観測者もいた。エドワード・エマーソン・バーナードは「運河」を観測できなかった。1903年、ジョセフ・エドワード・エヴァンスとエドワード・ウォルター・マウンダーは有志の男子生徒を用いた視覚実験を実施し、どのように運河が錯視として生じ得るかを示した。錯視の原因は、低品質の望遠鏡で多数の点状のもの（たとえば太陽の黒点、あるいはクレーター）を見ると、それらが繋がって線のように見えることであった。1907年、イギリスの博物学者アルフレッド・ラッセル・ウォレスは著書『火星に住むことはできるのか？ (Is Mars Habitable?)』を刊行し、ローウェルの主張を厳しく批判した。ウォレスは、火星の表面はほとんど確実にローウェルが推定したよりもはるかに寒く、液体の水が表面に存在するにはあまりに気圧が低いと分析した上、分光分析で火星の大気内の水蒸気の証拠を見つけようとする当時の試みが失敗したことを指摘した。ウォレスは複雑な生命は存在し得ず、ましてローウェルの主張するような惑星を取り巻く灌漑システムはいうまでもないと結論づけた。ウジェーヌ・アントニアディは、1909年の火星の衝で、ムードン観測所の口径83センチの望遠鏡を用いて観測をしたが運河は見えず、1909年にピク・デュ・ミディ天文台の新しいバイヨードームで撮られた火星の写真もまた火星運河説を否定する根拠となった。こうして火星に運河が存在するという説は支持を失い始めた。しかしながら、1916年の時点では、ヴァルデマー・ケンプフェルト（en:Waldemar Kaempffert、『Scientific American』、『Popular Science Monthly』の編集者）がそれでもなお、火星運河説を擁護していた。

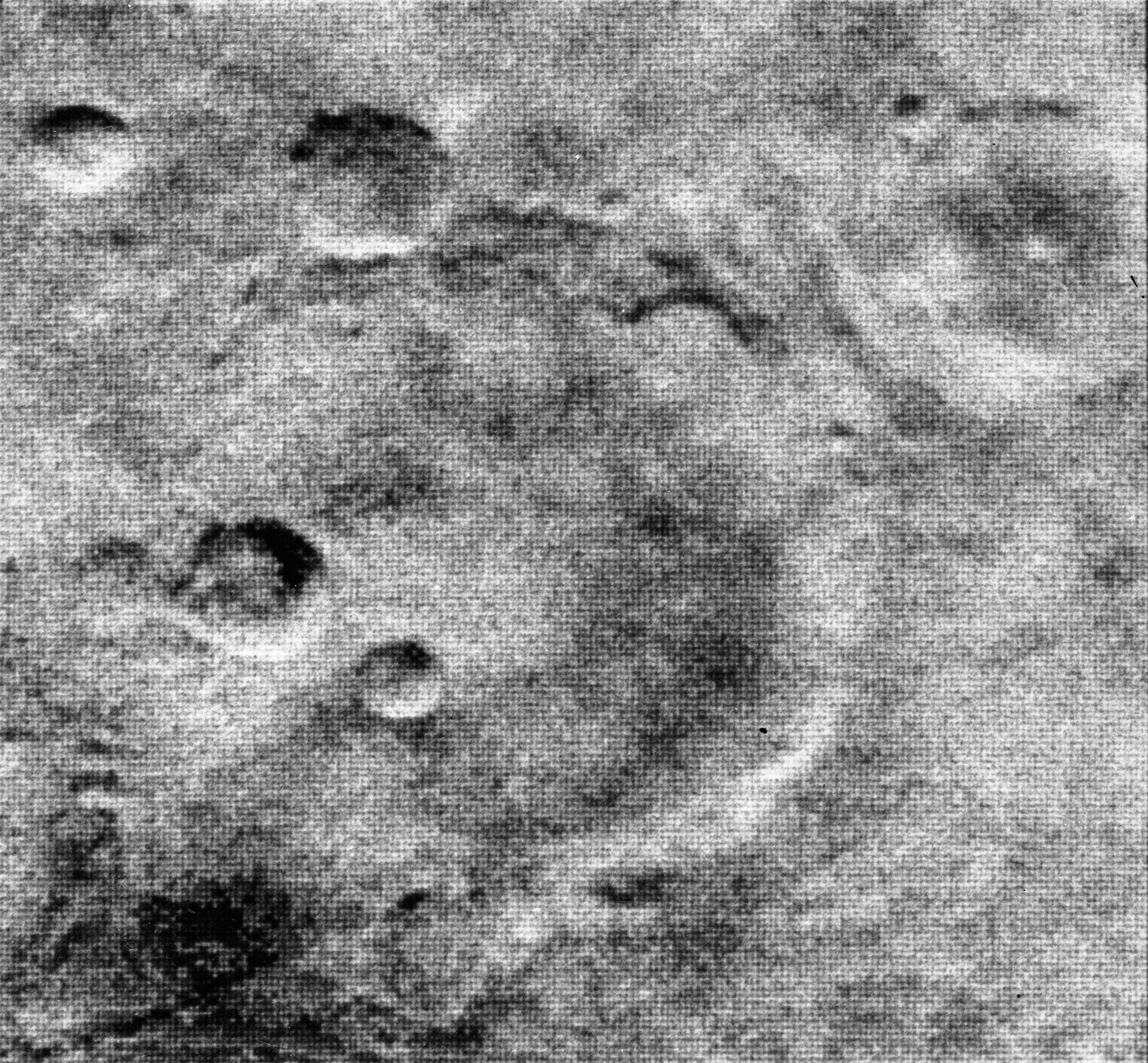
火星の表面　マリナー4号による　1965年

NASAによるアメリカ合衆国のマリナー4号が1965年に火星に到達し、クレーターと全体的に不毛な風景を明らかにする写真を撮影したことが、「火星に高等生物が棲息し得る」という考えに終止符を打った。表面大気圧は4.1ないし7.0ミリバール、昼間の気温は摂氏マイナス100度と推定された。磁場 や放射線帯 は検出されなかった。
1960年代から2000年代まで活躍した火星像を研究する科学者のウィリアム・ケネス・ハートマン（en:William Kenneth Hartmann）は、、火星の「運河」は山岳およびクレーターの風下側の、風によって引き起こされた粉塵の筋痕であると説明している。

## 運河の歴史

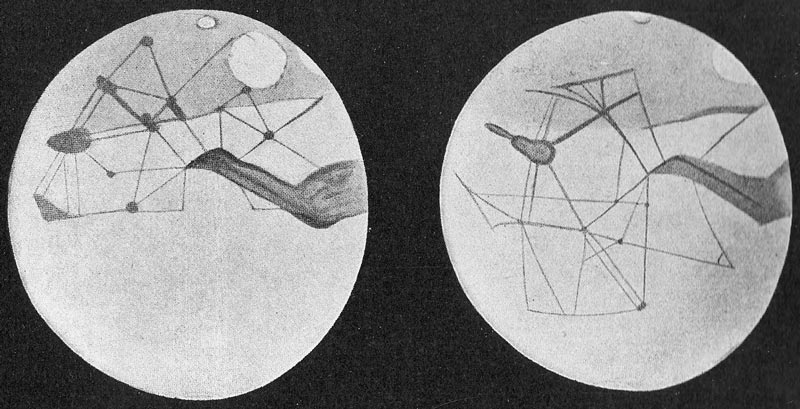
パーシヴァル・ローウェルによって描写された火星の水路

イタリア語のcanale（複数形:canali）は、運河、水路、送水管、溝などを意味する。火星についてcanaleという単語を最初に用いた人物は、1858年のアンジェロ・セッキであった。もっとも彼は直線構造は見ておらず、もっと大きな地形に使っている。たとえばのちに「大シルチス台地」と呼ばれるようになる地形に対して「Canale Atlantico」という名を用いた。
火星の運河という考えが多くの人々によって受け容れられたのは、かならずしも奇妙ではない。19世紀後半の時点で、天文観測は写真無しでなされていた。当時の天文学者たちは、何時間も望遠鏡ごしに星々を見つめ、像が明瞭になる瞬間を待ち、そしてそのとき見えた物の絵を描かなければならなかった。彼らはやや暗かったりやや明るかったりするアルベド地形（大シルチスのような）をみて、それが海や大陸であると信じていたのである。彼らはまた、火星には比較的しっかりした大気があると信じていた。彼らは火星の自転周期や地軸の傾きが地球とほぼ同じことを知っており、これは天文学的および気象学的な意味で季節があることを意味した。季節の変化に伴って火星の極冠が収縮したり拡大したりすることを観測することもできた。火星の生命が天文学者たちによって仮定されたのは、彼らが地表の特徴の変化を、植物の季節的な成長に因ると解釈したためである。しかしながら、1920年代後半までに、火星はたいへん乾燥していて大気圧はたいへん低いということが解った。
その上19世紀後半は地球上で大運河が建設されつつある時期であった。たとえば、スエズ運河は1869年に完成し、そしてパナマ運河を建設しようとするフランスの試みは1880年に始まった。天文学者たちが同様な計画が火星で遂行されつつあると考えたのは自然である。1889年、天文学者チャールズ・ヤングは、スキアパレッリの1877年の運河の発見は1881年に確認されたと報告したが、ただし新しい運河が、以前になかったところに現われていて、その起源に関する「たいへん重要かつ当惑させられる」問題を生じさせた。
1892年の好条件の衝のあいだに、ウィリアム・ヘンリー・ピッカリングは、無数の小さい円形の黒い点が「運河」("canals")のすべての交点あるいは出発点で生じているのを観測した。これらのうち多くはスキアパレッリに大きな暗い斑点として見えており、海あるいは湖と呼ばれた物であった。しかしピッカリングの天文台は標高約2400メートルに所在するペルーのアレキパにあり、その大気の条件は望遠鏡の口径を2倍にすることに匹敵するというのがピッカリングの意見であった。それらはまもなく他の観測者らによって、とりわけローウェルによって見つけられた。
1892年および1894年の間に、季節的な色の変化が報告された。極の雪が溶けるにつれ、隣接する海が溢れて熱帯地方まで広がるように見え、そしてしばしば明白に緑色を帯びているように見えた。スキアパレッリのcanaliは本当に知的存在によって作られた灌漑運河であるという考えが、ローウェルと他の数名によってまず提唱され、それから唯一の理解し得る説明として採用された。火星の運河に関する新聞と雑誌の記事が大衆の興味をかき立てた。
1894年、火星に海は少しも存在しないのではないかと疑われ始めた。最高の条件下で、これらの「海」と思われるものは全く一様性を失っているように見え、その外見は、大きな高みから見られる、尾根、裂け目、そして峡谷が刻まれた山岳地帯のようであった。こうした疑念はすぐに確信に変わり、今では火星の表面には恒常的な水が存在しないということがあまねく合意されている。

## 大衆文化において
「火星の運河」という概念は1877年にスキアパレッリよりもたらされたが、初期の火星を題材とするフィクションでは言及されていない。たとえば、ハーバート・ジョージ・ウェルズの『宇宙戦争』（1897年）には運河の言及はなく、ゆるやかに乾燥しつつあり地球の資源を欲しがる火星が描かれているが、スキアパレッリの地図に描かれているような荒廃した海も描かれている。火星に運河が存在するという考えは、NASAのマリナー4号がそれに終止符を打つまでフィクションにおいてよく使われていた。

## 火星の運河一覧
運河は、スキアパレッリや他の天文学者によって、地球上、もしくは神話上の河川にちなんで命名された。